# Baie de Mezen
La baie de Mezen (en russe : Мезенская губа), d'une surface d'environ 6 630 km2, est, avec le golfe de Kandalakcha, la baie de la Dvina et la baie d'Onega, l'une des quatre baies principales de la mer Blanche et la plus orientale puisque située au sud de la péninsule de Kanine.

## Géographie

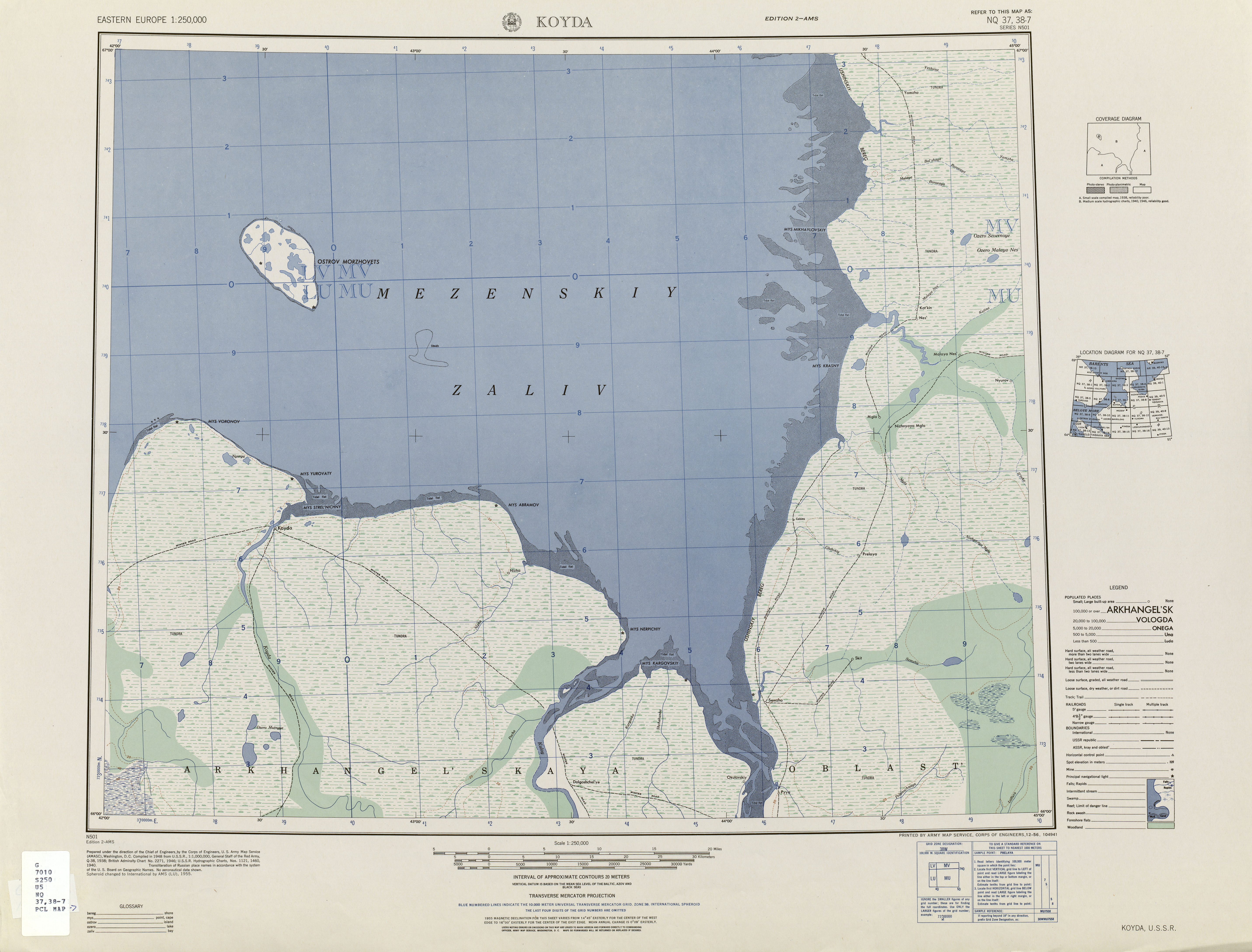
Carte soviétique de la baie (1954)

À l'entrée de la baie se trouve l'île Morjovets.
La baie reçoit le tribut de deux fleuves principaux, le Mezen et le Kouloï.